# Rhopalocranaus
Genre
Rhopalocranaus est un genre d'opilions laniatores de la famille des Manaosbiidae.

## Distribution
Les espèces de ce genre se rencontrent en Amérique du Sud.

## Liste des espèces
Selon World Catalogue of Opiliones (23/09/2021) :
- Rhopalocranaus albilineatus Roewer, 1932
- Rhopalocranaus apiculatus Roewer, 1932
- Rhopalocranaus aspersus Roewer, 1932
- Rhopalocranaus atroluteus Roewer, 1913
- Rhopalocranaus bordoni Šilhavý, 1979
- Rhopalocranaus columbianus (Roewer, 1963)
- Rhopalocranaus crulsi Mello-Leitão, 1932
- Rhopalocranaus festae Roewer, 1925
- Rhopalocranaus flaviaculeatus Caporiacco, 1951
- Rhopalocranaus gracilis Roewer, 1913
- Rhopalocranaus hickmanni Caporiacco, 1951
- Rhopalocranaus limbatus Schenkel, 1953
- Rhopalocranaus marginatus Roewer, 1913
- Rhopalocranaus robustus Goodnight & Goodnight, 1942
- Rhopalocranaus tenuis (Roewer, 1943)
- Rhopalocranaus tuberculatus Goodnight & Goodnight, 1942
- Rhopalocranaus ypsilon Roewer, 1913

## Publication originale
- Roewer, 1913 : « Die Familie der Gonyleptiden der Opiliones-Laniatores [Part 2]. » Archiv für Naturgeschichte, sér. A, vol. 79, no 5, p. 257–472 (texte intégral).